# Ракпас
Ракпас — посёлок в Княжпогостском районе Республики Коми России. Входит в состав сельского поселения «Тракт».
Население на 2010 год — 665 человек.

## География
Находится  в центральной части Коми, в  150 км от Сыктывкара и в 15 км от районного центра Емва. Через посёлок протекает речка Кылтовка — приток Выми.
В посёлке имеется шесть улиц.

### Климат
Находится в местности, приравненной к районам Крайнего Севера.
Климат умеренно континентальный. Средняя температура января −17 °C, июля +15’С, среднегодовое количество осадков 550 мм.

## Топоним
Возможный перевод названия посёлка с языка коми — «воронье гнездо».

## Население
| 2010 |
| ---- |
| 665  |

## Инфраструктура
Основная масса работающих была трудоустроена в исполнительной колонии учреждении ОС 34/3. С 2015 года колония закрыта.

## Транспорт
Развит железнодорожный и автомобильный транспорт. Подъездная дорога к автодороге 87Р-001. Проходит железнодорожная ветка Котлас—Ухта.